# آنری دو مونفرد
آنری دو مونفرِد (به فرانسوی: Henry de Monfreid) نویسنده و ماجراجو قرن نوزدهم میلادی اهل فرانسه است.